# Перелік оснащення сухопутних військ Німеччини

### Особисте спорядження

#### Камуфляж у Бундесвері[1]
| Модель                        | Зображення | Походження | Тип                                          | Примітки |
| ----------------------------- | ---------- | ---------- | -------------------------------------------- | --- |
| Flecktarn 5-Farben-Tarndruck  |            | Німеччина  | Fleckentarn, Центральноєвропейський камуфляж | Стандартний камуфляж, що використовується в німецькій армії з 1991 року. Він призначений для помірного клімату, як правило, західної/північно-західної Європи. Його кольори: світло-зелений (15%), світло-оливковий (20%), темно-зелений (35%), коричневий (20%) і чорний (10%). |
| Multitarn                     |            | Німеччина  | Fleckentarn, "Універсальний камуфляж"        | У 2016 році Оборонний науковий інститут матеріалів та постачання Бундесверу (WIWeB), слідуючи за прикладом багатьох союзників які придбали камуфляж MultiCam для своїх спецпідрозділів, розробив універсальний камуфляж, 6 кольорів якого дуже близькі до MultiCam. Він був розроблений як новий стандартний зразок для Бундесверу, але поки що надійшов на озброєння лише спецпідрозділів. |
| Tropentarn 3-Farben-Tarndruck |            | Німеччина  | Fleckentarn, Тропічний / пустельний камуфляж | Тропічна військова форма Бундесверу для пустельних та напівпустельних регіонів. Переважно використовувався в Афганістані. Кольори: "пісочний", коричневий, зелений. |
| Schneetarn                    | —          | Німеччина  | Fleckentarn, Зимовий / сніжний камуфляж      | Використовується силами, підготовленими до таких умов. |

#### Захисне обладнання
| Модель                                                                        | Зображення | Походження           | Тип              | Кількість                | Примітки |
| ----------------------------------------------------------------------------- | ---------- | -------------------- | ---------------- | ------------------------ | --- |
| Gefechtshelm M92                                                              |            | Німеччина Іспанія    | Військовий шолом | 328 000                  | Прийнятий на озброєння у 1992 році німецькою армією Шолом накривається тканиною німецького камуфляжу. |
| Шолом FAST                                                                    |            | США                  | Військовий шолом | —                        | Закуплено для елітних підрозділів у 2013 році. |
| Baltskin Viper Gefechtshelm Streitkräfte                                      |            | Канада Шаблон:Turkey | Військовий шолом | 34 000 (by end 2022)     | Обраний у 2021 році як тимчасовий шолом, переважно для спецпідрозділів. Було укладено рамкову угоду на 20 000 шоломів, 5 000 з яких були контрактовані фірмами. Контракт був укладений з компаніями Galvion та Rheinmetall Soldier Electronics. Після вторгнення росії в Україну Німеччина ухвалила рішення замовити до 300 000 таких шоломів, щоб вони стали новим стандартом.                            |
| Mehler Vario System MOBAST Modulare Ballistische Schutz- und Trageausstattung | —          | Німеччина            | Бронежилет       | 305 000 (за замовленням) | Обраний у 2021 році як новий стандартний бронежилет. Було здійснено першу закупівлю на 16 000 штук, які будуть доставлені у 2021 році, загалом очікується 305 000 бронежилетів. - Клас 1 - м'який балістичний захист (наприклад 9x19 мм) - Клас 4 - жорсткий балістичний захист (наприклад, 7,62×51 мм) - K2 - захист від удару лезом - Захист від осколків для плеча, шиї, передпліччя, живота та стегон. |

#### Електронне обладнання
| Модель                                                                       | Зображення | Походження       | Тип                                | Кількість | Примітки |
| ---------------------------------------------------------------------------- | ---------- | ---------------- | ---------------------------------- | --------- | --- |
| MIKRON-D                                                                     | —          | Греція Німеччина | Прилад нічного бачення             | 25 000    | 5 000 замовлено в червні 2021 року, виготовлено компанією Theon Sensors SA. 20 000 замовлено в липні 2022 року, постачання триватиме до кінця 2024 року, виготовлено в Німеччині спільним підприємством Theon Sensors SA та Hensoldt Optronics GmbH. Технологія, що використовує лампи підсилювача залишкового світла та інтегрований інфрачервоний освітлювач. Частина програми IdZ. |
| 3Harris GPNVG "Наземний панорамний прилад нічного бачення", або "Чотири ока" |            | США              | Прилад нічного бачення             | ~ 500     | У 2019 році компанія IEA Mil-Optics GmbH отримала контракт на постачання окулярів нічного бачення 3-го покоління для німецьких сил спеціального призначення KSK. Технології: Підсилення залишкового світла і термографія. |
| AIM HuntIR "WBG-HaWa-Inf"                                                    | —          | Німеччина        | Тепловізійний приціл               | —         | Надається компанією Diehl BGT Defence (раніше "AIM Infrarot-Module"). Це охолоджуваний тепловізор, який використовується разом з телескопічним об'єктивом. |
| IRV 600 A1                                                                   | —          | Німеччина        | Тепловізійний приціл               | —         | Тепловізійний приціл наданий компанією Hensoldt, в рамках програми IdZ. |
| IRV 900 A2                                                                   | —          | Німеччина        | Тепловізійний приціл               | —         | Тепловізійний приціл надано компанією Hensoldt. |
| NSV 600                                                                      | —          | Німеччина        | Тепловізійний приціл               | —         | Приціл нічного бачення наданий компанією Hensoldt в рамках програми IdZ. |
| Zeiss RSA reflex sight                                                       | —          | Німеччина        | Приціл з червоною крапкою          | —         | Коліматорний приціл малої дальності для ближнього бою, наданий компанією Hensoldt в рамках програми IdZ. |
| LLM-VarioRay                                                                 |            | Німеччина        | Лазерний приціл / Тактичний ліхтар | 130 000   | Лазерний / світловий модуль, що кріпиться до зброї, постачається компанією Rheinmetall Soldier Electronics GmbH. Замовлення розраховане до 2021 року і має на меті оснастити піхоту та всі розгорнуті бойові сили, воно є частиною програми IdZ. |

### Піхотна зброя
| Модель                                          | Зображення  | Походження                     | Тип                                        | Калібр            | Примітки |
| Бойовий ніж                                     | Бойовий ніж | Бойовий ніж                    | Бойовий ніж                                | Бойовий ніж       | Бойовий ніж |
| ----------------------------------------------- | ----------- | ------------------------------ | ------------------------------------------ | ----------------- | --- |
| KM2000                                          |             | Німеччина                      | Бойовий ніж                                | —                 | [ 22 ] |
| Короткоствольна зброя                           |             |                                |                                            |                   | |
| Heckler & Koch P7                               |             | ФРН                            | Напівавтоматичний пістолет                 | 9×19 мм Парабелум | P7 використовувався лише для особистого захисту Фельд'єгера. |
| Heckler & Koch P8                               |             | Німеччина                      | Напівавтоматичний пістолет                 | 9×19 мм Парабелум | Сучасний стандартний службовий пістолет Бундесверу. Згодом пістолет був модернізований до версії P8A1 з посиленим затвором. Інший варіант - P8 Combat, який відрізняється від P8 відсутністю важеля запобіжника. P8 замінив Walther P1, Colt M1911A1, SIG P210-4 та Astra 600/43 як стандартний солдатський пістолет. |
| Glock P9                                        |             | Австрія                        | Напівавтоматичний пістолет                 | 9×19 мм Парабелум | Вперше представлений як P9M, Glock 17 3-го покоління, а з 2014 року також як P9A1, Glock 17 4-го покоління Використовується бойовими плавцями та іншими спецпідрозділами, в першу чергу ВМС. |
| Heckler & Koch P12                              |             | Німеччина                      | Напівавтоматичний пістолет                 | 11.43x23мм        | Еквівалент P8 калібру 11.43×23мм (.45 ACP). P12 знаходиться на озброєнні спецпідрозділів. |
| Heckler & Koch P30                              |             | Німеччина                      | Напівавтоматичний пістолет                 | 9×19 мм Парабелум | P30 замінив P7 у військах особистої охорони фельд'єгерів і служить стандартним пістолетом у командуваннях спецпідрозділів. |
| Heckler & Koch P11                              |             | Німеччина                      | Підводний пістолет                         | 7.62x36мм         | P11 використовується бойовими плавцями лише як підводний пістолет. |
| Heckler & Koch P2A1                             |             | Німеччина                      | Сигнальний пістолет                        | 26.5mm            | Сигнальний пістолет для сигналізації та освітлення поля бою. |
| Пістолети-кулемети                              |             |                                |                                            |                   | |
| Heckler & Koch MP5                              |             | ФРН                            | Пістолет-кулемет                           | 9×19 мм Парабелум | У різних версіях ця зброя використовується лише KSK, бойовими плавцями, військовою поліцією та розвідниками далекого радіусу дії Бундесверу. Раніше вона була частиною стандартного спорядження абордажних команд. |
| Heckler & Koch MP5K                             |             | ФРН                            | Пістолет-кулемет                           | 9×19 мм Парабелум | Ця зброя використовується лише солдатами KSK та фельд'єгерами. |
| Walther MPK/L                                   |             | ФРН                            | Пістолет-кулемет                           | 9×19 мм Парабелум | Використовується різними військово-морськими підрозділами. |
| Heckler & Koch MP7                              |             | Німеччина                      | Пістолет-кулемет                           | 4.6×30мм HK       | MP7 використовується в концепції піхотинця майбутнього і в похідному проекті "Солдат в дії - SiE", а також у польовій поліції. Його мають продовжувати закуповувати і повністю замінити MP2 (станом на 2019 рік). |
| Штурмові гвинтівки та Бойові гвинтівки          |             |                                |                                            |                   | |
| Heckler & Koch G36                              |             | Німеччина                      | Штурмова гвинтівка                         | 5,56×45 мм НАТО   | Службова гвинтівка, що прийшла на зміну HK G3. Зброя постачалась до Бундесверу з 1996 по 2014 рік, з очікуваним терміном служби в 20 років. У 2015 році було закуплено 176 544 G36, з яких у використанні було 166 619. Станом на 2019 рік використовуються версії від А0 до А4 та укорочений варіант kA1 до kA4. Варіанти A3 та kA3 є частиною екіпіровки "піхотинця майбутнього" IdZ-ES. У варіанті А4 знімається кнопковий перемикач на зброю. В рамках технічного обслуговування всі дефектні G36 модернізуються до версії А4. HK416A8 був обраний для заміни G36 в грудні 2022 року. |
| Heckler & Koch HK416A7                          |             | Німеччина                      | Штурмова гвинтівка                         | 5,56×45 мм НАТО   | HK416A7 (також відома як G95K) була прийнята на озброєння KSK у 2019 році як нова стандартна штурмова гвинтівка, що замінила HK G36. Вона була обрана після випробувань у 2017 році. Було замовлено 1 745 одиниць цієї гвинтівки. Аксесуари: - Компанія Eotech надала рефлекторний приціл EXPS 3-0 NV та збільшувач прицілу G33™. - надано глушник B&T MARS та глушник для навчання - Rheinmetall поставила тактичний лазерно-світловий модуль LM-VTAL та ліхтар TL-MISSIONLIGHT - бойові плавці отримали приціл з точкою прицілювання                                                    |
| Гвинтівки                                       |             |                                |                                            |                   | |
| Mauser Karabiner 98k                            |             | Третій Рейх ФРН                | Гвинтівка з затворним механізмом           | 7.92×57mm Mauser  | Карабін 98 використовується лише для протокольної служби в батальйоні охорони (нім. Wachbataillon) при Федеральному міністерстві оборони. |
| Кулемети                                        |             |                                |                                            |                   | |
| Heckler & Koch MG4                              |             | Німеччина                      | Легкий кулемет                             | 5,56×45 мм НАТО   | MG4 був розроблений і представлений в рамках проекту "Піхотинець майбутнього". Наразі існує п'ять версій кулемета для різних цілей. В майбутньому вони будуть гармонізовані в три версії. |
| Rheinmetall MG3                                 |             | ФРН                            | Кулемет загального призначення             | 7,62×51 мм НАТО   | MG3 є подальшим розвитком MG42 часів Другої світової війни і досі використовується в Бундесвері. Оскільки виробництво закінчилося ще в 1970-х роках, наразі планується виготовити кілька тисяч нових корпусів. Перевірений кулемет з високою скорострільністю в 1200 пострілів на хвилину має залишатися на озброєнні в середньостроковій перспективі, насамперед на бойових машинах як зенітна гармата, а також як "сліпий" кулемет. (Станом на 2019) |
| Heckler & Koch MG5                              |             | Німеччина                      | Кулемет загального призначення             | 7,62×51 мм НАТО   | Поступово замінює добре себе зарекомендувавший MG3. MG5A1 може бути інтегрована з дистанційно керованою вогневою станцією FLW100 та механічними кріпленнями KMW1530. Для MG5A2 також планується випустити адаптери, щоб його можна було використовувати піхотою на кронштейнах до MG3. |
| Heckler & Koch G8                               |             | ФРН                            | Кулемет загального призначення             | 7,62×51 мм НАТО   | Зброя використовується лише солдатами KSK та фельд'єгерами. |
| M2HB Browning                                   |             | США Бельгія                    | Великокаліберний кулемет                   | 12,7×99 мм НАТО   | Стандартний великокаліберний кулемет армії Німеччини. Позначення Бундесверу "Maschinengewehr Kaliber .50". Використовується переважно як озброєння транспортних засобів, наприклад, на LIV (SO) Serval. |
| Minigun (M134D-H)                               |             | США                            | Роторний кулемет                           | 7,62×51 мм НАТО   | Використовується на гелікоптерах H145M, автомобілях і невеликих катерах під позначенням MG6. |
| Марксменські гвинтівки та снайперські гвинтівки |             |                                |                                            |                   | |
| G22                                             |             | Велика Британія Німеччина (A2) | Снайперська гвинтівка з затворною системою | 7.62×67mmB        | Використовується проти живих цілей на відстані до 800 метрів; використовується проти тактичних цілей, таких як радіолокаційні системи, гелікоптери або неброньовані транспортні засоби на відстані до 1000 метрів. Згідно з принципами використання, G22 призначена для оборонного або реакційного застосування ("контрснайпінг"). Однак можливе і наступальне застосування для цієї гвинтівки. Станом на 2019 рік всі 780 гвинтівок були модернізовані до рівня Stand A2 (AWM). (AWM) |
| Heckler & Koch G27                              |             | Німеччина                      | Марксменська гвинтівка                     | 7,62×51 мм НАТО   | Ця марксменська гвинтівка введена в невеликих кількостях в Бундесвері як частина нагальних оперативних потреб. Через те, що вимоги випробувань не були виконані, гвинтівка не була прийнята на озброєння регулярних військ. Гвинтівка була прийнята на озброєння регулярних військ як "важка штурмова гвинтівка" у 2015 році під індексом G27P. Сили спеціального призначення використовують укорочену версію гвинтівки з 13-дюймовим стволом. Всього було закуплено 757 гвинтівок в період з 2010 по 2016 рік.                                                                           |
| Heckler & Koch G28                              |             | Німеччина                      | Марксменська гвинтівка                     | 7,62×51 мм НАТО   | Придбано 560 екземплярів. Основою є HK MR308, цивільна версія HK417. KSK використовує марксменська гвинтівку 762, яка була закуплена у військовій версії як марксменська гвинтівка G28. |
| G23                                             |             | Велика Британія                | Снайперська гвинтівка з затворною системою | (8,6×70мм         | Оперативна потреба (для SFOR) у 58 снайперських гвинтівок з затворною системою типу AWM-F (без модифікацій) до їх фактичного введення як G22. |
| Haenel G29                                      |             | Німеччина                      | Снайперська гвинтівка з затворною системою | (8,6×70мм         | 115 снайперських гвинтівок з затворною системою RS9 компанії C.G. Haenel для Сил спеціальних операцій. |
| G24                                             |             | Велика Британія                | Анти-матеріальна снайперська гвинтівка     | 12,7×99 мм НАТО   | Снайперська гвинтівка Accuracy International Ltd., яку закуповували для Сил спеціальних операцій до появи G82. (AW50) |
| G82                                             |             | США                            | Анти-матеріальна снайперська гвинтівка     | 12,7×99 мм НАТО   | Гвинтівка була прийнята на озброєння Бундесверу як гвинтівка дальньої дії в рамках проекту "Піхотинець майбутнього" і розглядається як альтернатива, коли G36 і G22 вичерпають свої можливості. |
| Дробовики                                       |             |                                |                                            |                   | |
| Remington Model 870                             |             | Німеччина                      | Помпова рушниця                            | 12 калібр         | Помпова рушниця використовується KSK, Фельд'єгерами, бойовими плавцями та абордажними командами. |
| Ручні гранати та Гранатомети                    |             |                                |                                            |                   | |
| DM51                                            |             | Німеччина                      | Осколкова граната                          | 57мм              | DM51 є стандартною ручною гранатою Бундесверу. Навчальна ручна граната DM51 має позначення DM58. |
| DM41                                            |             | ФРН                            | Осколкова граната                          | 60.1мм            | Ця осколкова ручна граната була однією зі стандартних ручних гранат Бундесверу. Навчальна ручна граната DM41 має позначення DM48. (На зберіганні) |
| Heckler & Koch HK69A1                           |             | ФРН                            | Гранатомет                                 | 40×46мм           | 40-мм гранатометний пістолет є самостійною вторинною зброєю. |
| Heckler & Koch AG36                             |             | Німеччина                      | Гранатомет                                 | 40×46мм           | Прийшов на зміну HK69A1; позначення Бундесверу "AG-40". Гранатомет AG36 може бути встановлений на штурмову гвинтівку G36. |
| Heckler & Koch GMG                              |             | Німеччина                      | Автоматичний гранатомет                    | 40×53мм           | Позначення Бундесверу "Granatmaschinenwaffe 40mm". Іноді використовується як автомобільне озброєння на таких машинах, як TPz Fuchs, Mungo ESK, GTK Boxer або Fennek. |
| Протитанкова зброя                              |             |                                |                                            |                   | |
| Carl Gustav                                     |             | Швеція                         | Безвідкотна гармата                        | 84мм              | Колишній стандартний ПТРК Західної Німеччини, зараз використовується лише для стрільби сигнальними боєприпасами під час навчань. Позначення Бундесверу "Schwere Panzerfaust 84 mm/Leuchtbüchse 84 mm" |
| RGW 90 MATADOR                                  |             | Німеччина Ізраїль Сінгапур     | Протитанковий ракетний комплекс            | 90мм              | Версія LRMP (Long Range Multi-Purpose), дальність дії: 1200 м, використовується під позначенням "Wirkmittel 90", Matador-AS (Anti-Structure) використовується під позначенням "RGW90". |
| Panzerfaust 3                                   |             | Німеччина                      | Ручний протитанковий гранатомет            | 110мм             | Стандартний піхотний ПТРК. |
| MILAN                                           |             | Франція ФРН                    | Протитанкова керована ракета               | 115мм             | Заміняється MELLS Spike-LR. |
| MELLS Spike-LR                                  |             | Ізраїль Німеччина              | Протитанкова керована ракета               | 152мм             | Варіант Spike-LR, що має місцеву назву MELLS і виробляється компанією EuroSpike GmbH, встановлюється на бойові машини піхоти Puma і Marder, а також на транспортні засоби Wiesel і використовується піхотою. |
| DM-12 PARM-2                                    |             | Німеччина                      | Протитанкова фугасна міна                  | 132мм             | Працює дистанційно або автономно. |

### Транспортні засоби
Існуючі запаси бронетехніки, включаючи кількість справних і активних машин, ймовірно, значно зростуть через триваючу війну в Україні, спричинену російським вторгненням, яке, як побічний ефект, призвело до переосмислення оборонної доктрини Німеччини, що передбачає збільшення оборонних витрат щонайменше до 2% ВВП і початкові витрати в розмірі €100 млрд на розширення, вдосконалення та оновлення оборонного обладнання. Уряд Німеччини ще не сформулював свою оборонну доктрину, але вона, цілком ймовірно, включатиме формування додаткових бойових бригад, а також елементів підтримки.

### Бойова броньована техніка
| Модель     | Зображення | Походження    | Тип                                             | Кількість                                            | Примітки |
| ---------- | ---------- | ------------- | ----------------------------------------------- | ---------------------------------------------------- | --- |
| Leopard 2  |            | ФРН Німеччина | Основний бойовий танк                           | 294                                                  | Ситуація у 2023 році: - 18 Leo 2A6 передано Україні - Leo 2A5 - 19 - Leo 2A6 - 165 - Leo 2A7 - 57 - Leo 2A7V - 53 |
| Puma       |            | Німеччина     | Бойова машина піхоти                            | 350 активних (2022) 150 діючих + 50 замовлено (2023) | Puma приходить на зміну Marder. Було замовлено першу партію з 350 машин. Потенційне замовлення на другу партію з 229 Puma було оголошено в березні 2022 року. Rheinmetall має стандартизувати першу партію Puma за контрактом вартістю €1,04 млрд.                              |
| Marder     |            | ФРН           | Бойова машина піхоти                            | 382 (2017) 319 доступно 212 діючих                   | 200 будуть модернізовані та залишатимуться на озброєнні й після 2025 року. 260 Marder отримають сучасні тепловізійні системи для навідника і командира. Також було замовлено понад 170 нових прицілів нічного бачення для водіїв а 71 машина отримає нові двигуни.              |
| Wiesel 1/2 |            | ФРН Німеччина | Танкетка / Бойова машина десанту (Waffenträger) | ~400                                                 | Wiesel 1 проходять програму продовження терміну служби, в рамках якої на додаток до модернізації броні на них замінюють ТТХ на MELLS. У піхотних підрозділах, що не входять до складу повітрянодесантних військ, бойові машини десанту Wiesel будуть замінені на баштові Boxer. |

### БронетранспортеритаБойові розвідувальні машини
| Модель              | Зображення                                             | Походження           | Тип                          | Кількість | Примітки |
| ------------------- | ------------------------------------------------------ | -------------------- | ---------------------------- | --------- | --- |
| GTK Boxer           | Десантний (256): Командний (65): Швидка допомога (72): | Німеччина Нідерланди | БТР                          | 403       | Серед закупівель на заміну M113 та TPz Fuchs. Замовлено: - 272 замовлено в грудні 2006 року - 131 замовлено в грудні 2015 - поставки: 2009-2021. Варіанти приводних модулів: - 56 поставлено за стандартом A0, пізніше модернізовано до A1 - A2 поставляється з 2015 року - A1 буде модернізовано до A2 до 2024 року Варіанти бойових модулів: - 256 БТР - 72 броньовані санітарні машини - 65 командних модулів - 10 навчальних модулів водіння |
| TPz Fuchs           |                                                        | ФРН                  | БТР                          | 684       | У 2018 році статус Fuchs у Бундесвері становив: - 907 на озброєнні - 684 в активній службі (середня бойова готовність 77%, тобто 525 машин). Найсучаснішим варіантом є версія A8, до цього стандарту було приведено 267 машин. |
| Fennek              |                                                        | Німеччина Нідерланди | Бойова розвідувальна машина  | 222       | 148 бойових розвідувальних машин, 24 бойових інженерних машин, 50 об'єднаних груп вогневої підтримки (Joint Fire Support Teams (JFST). Загальна кількість буде збільшена до 248. |
| Dingo 1, Dingo 2    |                                                        | Німеччина            | Мобільна машина піхоти, MRAP | 636       | Вважається машиною класу GFF 3. Geschützte Führungs- und Funktionsfahrzeuge, або коротко GFF, позначає захищені командно-штабні машини (MRAP), причому класи 1-3 відрізняються корисним навантаженням і рівнем бронювання. |
| Eagle IV            | GFF 2: Ambulance                                       | Швейцарія Німеччина  | Мобільна машина піхоти, MRAP | 495       | 453 Броньованих командно-штабних машин (GFF2) 42 санітарні машини, замовлені у 2009 (20) та 2011 (22) роках. |
| Eagle V 4x4 variant |                                                        | Швейцарія Німеччина  | Мобільна машина піхоти, MRAP | 176       | Замовлений у 2013 році у варіанті "Броньована командно-штабна машина" (GFF2). |
| YAK                 |                                                        | Швейцарія Німеччина  | MRAP                         | 145       | DURO III закуплено у 2004 році, а також, додатково закуплено YAK (покращена версія DURO від німецького виробника). Призначені для участі в МССБ - 12 машин швидкої допомоги - 4 Фельд'єгери - 4 Luna пускові / приймальні установки БПЛА - 10 EOD (знешкодження вибухонебезпечних предметів) - 100 транспортних засобів (тактичний транспорт, засоби радіоелектронної боротьби, тощо)                                                            |
| DURO III            |                                                        | Швейцарія            | MRAP                         | 30        | |
| Enok                |                                                        | Німеччина Австрія    | Бронеавтомобіль              | 235       | GFF 1 класу. В основному використовується спецпідрозділами (KSK) та військовою поліцією (Фельд'єгери). Виробляється компанією Magna Steyr у Граці, 221 одиниця на озброєнні у 2015 році. |
| Mungo ESK           |                                                        | Німеччина            | MRAP, Машина із ЗЗМУ         | > 400     | В основному використовується повітряно-десантними військами, клас GFF 1. |
| M113                |                                                        | США                  | БТР / Перевізник зброї       | 222       | 48 мінометних розрахунків залишаються в строю (2017), на додаток до радіолокаційних станцій наземного спостереження ABRA. |
| BV 206S             |                                                        | Швеція               | Гусенична зчленована машина  | 347       | 189 броньованих і 158 стандартних моделей, що використовуються переважно гірськими військами. |

### Артилерія
| Модель                | Зображення                                               | Походження          | Тип                                                                           | Кількість | Примітка |
| --------------------- | -------------------------------------------------------- | ------------------- | ----------------------------------------------------------------------------- | --------- | --- |
| PzH 2000              |                                                          | Німеччина           | Самохідна артилерія                                                           | 108       | Німеччина отримала 185 PzH 2000 між 1998 і 2002 роками. Деякі з них були продані: - Хорватія: 16 продано - Литва: 21 продано - Україна: 14 передано (2022) 108 перебували на бойовому чергуванні у 2021 році, 26 - на зберіганні 10 нових PzH 2000 замовлено. |
| MARS (M270 MLRS)      |                                                          | США                 | Реактивна система залпового вогню                                             | 38        | 38 планувалося залишити на озброєнні станом на 2014 рік, 4 були передані Україні. |
| Міномет M120          | M113 G A2 "PzMrs" Wiesel 2 "lePzMrs" Tampella 120 Krh/40 | Німеччина Фінляндія | Міномет                                                                       | 86        | Варіанти на озброєнні: - M113 G A2 "PzMrs" самохідний міномет - Tampella 120 Krh/40 що перевозиться машиною Wolf, та розгортається на плиті на землі - 38 Wiesel 2 "lePzMrs" ("Leichter Panzermörser"), перебувають на озброєнні сил швидкого реагування Бундесверу Використовується панорамний перископ PERI-R16A1 та фіксований коліматор K12mA2. |
| Спеціальні боєприпаси |                                                          |                     |                                                                               |           | |
| DM131                 |                                                          | Німеччина           | 155мм снаряди - донний газогенератор - осколково-фугасний (ОФ)                | —         | Некеровані, виробництва Rheinmetall, з дальністю дії 40 км. Стандартні снаряди, що використовуються в Бундесвері, такі як DM121, мають лише 30 км дальності. |
| DM702 SMArt 155       |                                                          | Німеччина           | 155мм снаряди - протитанковий - навісна стрільба - принцип ударного ядра      | —         | Він надійшов на озброєння Бундесверу у 2000 році. Постачальник - компанія GIWS mbh, спільне підприємство Rheinmetall та Diehl Defence. Дві суббоєголовки шукатимуть цілі і вражатимуть їх зверху за допомогою принципа ударного ядра. |
| Vulcano 155           |                                                          | Італія Німеччина    | 155мм снаряди - донний газогенератор - керований снаряд - програмований запал | —         | Розроблений компанією Leonardo до якої пізніше приєдналася Diehl Defence. - Vulcano 155 BER (снаряд збільшеної дальності з донним газогенератором), , некерований снаряд з дальністю дії 50 км - Vulcano GLR - керований боєприпас великої дальності з дальністю дії 70 км. Інерційне наведення в середині польоту з корекцією дуги. Термінальне наведення можна вибрати між GPS-координованим або GPS + термінальне лазерне наведення (вища точність). |

### Військові позашляховики, неброньовані особисті транспортні засоби
| Модель                                                       | Зображення           | Походження        | Тип                              | Кількість | Примітка |
| ------------------------------------------------------------ | -------------------- | ----------------- | -------------------------------- | --------- | --- |
| Mercedes-Benz 250 GD "Wolf"                                  |                      | Німеччина Австрія | Службовий автомобіль             | 12 000    | Основний транспортний засіб Бундесверу. |
| Wolf SSA                                                     |                      | Німеччина Австрія | Службовий автомобіль             | —         | Броньовані варіанти, що використовуються, зокрема, Фельд'єгерами. Засновані на цивільному Mercedes G270 CDI. |
| Mercedes G300 CDI Greenliner                                 |                      | Німеччина Австрія | Службовий автомобіль             | 700       | 700 замовлено в лютому 2020 року, доставлено того ж року. Вироблено компанією Magna Steyr у Граці. Мілітаризовано компанією Knappe Service, які додали кронштейни для зброї та спорядження, маскувальне освітлення, захист від відблисків та комплект для встановлення радіостанції Fu 2. |
| Nissan Patrol Nissan Pathfinder Nissan Navara (with hardtop) |                      | Японія            | Службовий автомобіль             | 1 043     | Nissan, придбаний у 2009 році, використовується Фельд'єгерами та іншими німецькими підрозділами. |
| Toyota Land Cruiser "Hirsch"                                 |                      | Японія            | Службовий автомобіль             | —         | Належить компанії BwFuhrparkService GmbH яка вирішує для Бундесверу проблеми з мобільністю. Кілька варіантів, включаючи військову поліцію, немарковані для спецпідрозділів, для посольств і VIP-транспорту.                                                                               |
| Toyota Hilux                                                 |                      | Японія            | Службовий автомобіль             | —         | OНалежить компанії BwFuhrparkService GmbH яка вирішує для Бундесверу проблеми з мобільністю. Кілька варіантів, включаючи військову поліцію, немарковані для спецпідрозділів, для посольств і VIP-транспорту.                                                                              |
| Volkswagen T3/T4/T6                                          |                      | Німеччина         | Службовий фургон                 | —         | |
| BMW R 1150 RT                                                | (illustration image) | Німеччина         | Motorcycle                       | —         | UВикористовується військовою поліцією для конвоювання. |
| BMW R 1200 RT                                                |                      | Німеччина         | Мотоцикл                         | —         | [ 83 ] |
| BMW F 850 GS                                                 | (illustration image) | Німеччина         | Мотоцикл                         | —         | [ 83 ] |
| KTM 400 LS-E Military                                        |                      | Австрія           | Мотоцикл                         | —         | |
| Мотовсюдихід                                                 |                      | —                 | Квадроцикл з гумовими гусеницями | —         | На базі квадроцикла, з гумовими гусеницями для снігових умов. Використовується для транспортування боєприпасів та особового складу до певного місця у важкодоступній місцевості або для передачі важливої інформації, якщо її неможливо передати по радіо.                                |

### Транспортні засоби Сил спеціальних операцій
| Модель                 | Зображення | Походження        | Тип                                                               | Кількість | Примітка |
| ---------------------- | ---------- | ----------------- | ----------------------------------------------------------------- | --------- | --- |
| Defenture Mammoth      |            | Нідерланди        | Мобільна платформа                                                | 80        | 80 замовлено у 2021 році за програмами: - AGF 2 (середня розвідувально-бойова машина сил спеціального призначення) - UFK (середня тактична машина підтримки сил спеціального призначення) [85]. Mammoth - бронеавтомобіль масою 8,8 тонни (корисне навантаження 3,5 тонни). Його можна буде транспортувати гелікоптером (на підвісі). Планується чотири варіанти. |
| AGF Serval             |            | Німеччина Австрія | Легкий військовий позашляховик                                    | 21        | Використовується спецпідрозділами. Може бути замінений до 80 AGF 2 |
| LL UTV                 |            | США               | Мобільний універсальний транспортний засіб підвищеної прохідності | 54        | Перша партія з 54 автомобілів вже в дорозі[перевірити]Версія Polaris MRZR-D4, відома як Leichtes luftlandefähiges Utility Terrain Vehicle у Збройних силах Німеччини. |
| Yamaha Grizzly 450 EPS |            | Японія            | Мотовсюдихід                                                      | —         | |

| Зображення | Тип          | Виробництво | Кількість | Призначення           | Примітка                                         |
| ---------- | ------------ | ----------- | --------- | --------------------- | ------------------------------------------------ |
|            | Leopard 2    | Німеччина   | 266       | Основний бойовий танк |                                                  |
|            | Marder       | Німеччина   | 382       | Бойова машина піхоти  |                                                  |
|            | Puma (БМП)   | Німеччина   | 350       | Бойова машина піхоти  |                                                  |
|            | Boxer        | Німеччина   | 405       | Бронетранспортер      | Почали надходити до лав зброїних сил у 2010 році |
|            | TPz 1 Fuchs  | Німеччина   | 907       | Бронетранспортер      |                                                  |
|            | M113         | США         | 222       | Бронетранспортер      | Поступово виводяться з експлуатації              |
|            | БМД «Візель» | Німеччина   | ~ 400     | Бойова машина десанту | Використовується повітряно-десантними віськами   |

| Зображення | Тип         | Виробництво          | Кількість | Призначення                | Примітка                                                                 |
| ---------- | ----------- | -------------------- | --------- | -------------------------- | ------------------------------------------------------------------------ |
|            | Dingo ATF   | Німеччина            | 636       | Бронеавтомобіль класу MRAP |                                                                          |
|            | Mowag Eagle | Швейцарія            | 671       | Бронеавтомобіль класу MRAP | Ще 80 замовленні у березні 2020 року                                     |
|            | Mowag Duro  | Швейцарія            | 30        | Бронеавтомобіль класу MRAP |                                                                          |
|            | YAK         | Німеччина/ Швейцарія | 145       | Бронеавтомобіль класу MRAP | Модернізована версія MOWAG Duro III                                      |
|            | Mungo ESK   | Німеччина            | 400       | Бронеавтомобіль класу MRAP |                                                                          |
|            | Enok        | Німеччина            | 221       | Бронеавтомобіль            | Використовується лише Силами Спеціальних Операцій та Військовою поліцією |
|            | Fennek      | Німеччина            | 248       | Бронеавтомобіль            |                                                                          |
|            | AGF Serval  | Німеччина            | 21        | Бронеавтомобіль            | Використовується Силами Спеціальних Операцій                             |
|            | BV 206      | Швеція               | 347       | Спеціалізований автомобіль |                                                                          |

| Зображення | Тип         | Виробництво | Кількість | Призначення                       | Примітка                                                                            |
| ---------- | ----------- | ----------- | --------- | --------------------------------- | ----------------------------------------------------------------------------------- |
|            | PzH 2000    | Німеччина   | 121       | Самохідна артилерійська установка |                                                                                     |
|            | M270 (РСЗВ) | США         | 38        | Реактивна Система Залпового вогню | 4 РСЗВ було предані Україні у 2022 році, в рамках військової допомоги від Німеччини |
|            | Tampella    | Фінляндія   | 86        | Міномет                           | 120-мм міномет. Буксується за допомогою БТР М113 або Mercedes-Benz G-class (Волк)   |

Німеччина є однією з небагатьох країн яка в основному використовує військову техніку для Сухопутних військ власного виробництва.
Військова техніка використовувана сухопутними військами Німеччини на період 1 лютого 2009 року:
- Leopard 1 — основний бойовий танк (У 2010 році буде повністю виведений зі складу військ)
- Leopard 2 — основний бойовий танк
- Marder — БМП (У 2010—2011 роках буде повністю виведений зі складу військ)
- Puma — новітня БМП (У 2010 році буде введено до складу військ замість Marder)
- TH-495 — новітня БМП (У 2011 році буде введено до складу військ замість Marder)
- Spz 2 Luchs — розвідувальний БТР (У 2010—2012 році буде повністю виведений зі складу військ)
- M113 — БТР (буде повністю виведений зі складу військ, дата не визначена)
- TPz 1 Fuchs — універсальний БТР
- Wiesel — БТР для повітряно-десантних бригад
- Boxer — новітній БТР (У 2010 році буде поступово вводитися на озброєння)
- Eagle IV — бронеавтомобіль
- Dingo ATF — бронеавтомобіль
- Fennek — бронеавтомобіль
- Grizzly — новітній бронеавтомобіль (Буде введено до складу військ, дата не визначена)
- LARS-2 — реактивна система залпового вогню
- PzH 2000 — самохідна артилерійська установка
- DONAR — новітня самохідна артилерійська установка (Буде введена до складу військ замість M109, дата не визначена)
- M109 — самохідна артилерійська установка (буде повністю виведений зі складу військ, дата не визначена)
- Roland (ЗРК) — зенітно-ракетний комплекс (У 2008—2010 роках буде повністю виведений зі складу військ)
- LeFlaSys / ASRAD — новітній зенітно-ракетний комплекс (У 2008—2010 році буде введено до складу військ замість Roland)
- Gepard — зенітна самохідна установка
- BV-206 — всюдихід
- Unimog — основна вантажівка німецьких військ
- MAN AG — вантажівка
- Mungo ESK — універсальна вантажівка
- Yak — новітня вантажівка
- Serval AGF — розвідувальна і бойова машина призначена в основному для спецназу.
- Dachs — інженерна машина
- Büffel — інженерна машина
- Biber — машина для укладання мостів
- Panzerschnellbrücke — машина для укладання мостів
- Skorpion — мінний укладальник
- Keiler — машина для розмінування
- M3 Amphibious Rig — машина-амфібія
- MBB Bo 105 — багатоцільовий ударний вертоліт.
- Sikorsky CH-53 — важкий транспортний вертоліт.
- Eurocopter EC 135 — легкий багатоцільовий вертоліт.
- Eurocopter Tiger — ударний вертоліт.
- NHI NH90 — багатоцільовий вертоліт.
- Bell UH-1 Iroquois — багатоцільовий вертоліт.
- Luna X 2000 — розвідувальний безпілотний літальний апарат.
- KZO — розвідувальний безпілотний літальний апарат.
- Aladin — розвідувальний безпілотний літальний апарат.
- Camcopter S-100 — розвідувальний безпілотний літальний апарат (Буде поступово вводитися на озброєння, дата не визначена.)
- MIKADO — маленький розвідувальний безпілотний літальний апарат.
- RASIT — Станція радіолокації (РЛС) (У 2010 році буде повністю виведений зі складу військ)
- BÜR — Станція радіолокації (РЛС) (У 2010 році буде введено до складу військ замість RASIT)